# Ꚃ
Ꚃ, ꚃ – litera rozszerzonej cyrylicy, wykorzystywana dawniej w języku abchaskim do oznaczania dźwięku [ʥʷ]. Odpowiada używanemu współcześnie dwuznakowi Ӡә.

## Kodowanie
| Znak                   | Ꚃ                            | Ꚃ                            | ꚃ                          | ꚃ                          |
| ---------------------- | ---------------------------- | ---------------------------- | -------------------------- | -------------------------- |
| Nazwa w Unikodzie      | cyrillic capital letter dzwe | cyrillic capital letter dzwe | cyrillic small letter dzwe | cyrillic small letter dzwe |
| Kodowanie              | dziesiątkowo                 | szesnastkowo                 | dziesiątkowo               | szesnastkowo               |
| Unicode                | 42626                        | U+A682                       | 42627                      | U+A683                     |
| UTF-8                  | 234 154 130                  | ea 9a 82                     | 234 154 131                | ea 9a 83                   |
| Odwołania znakowe SGML | &#42626;                     | &#xA682;                     | &#42627;                   | &#xA683;                   |